# Islas Tremiti

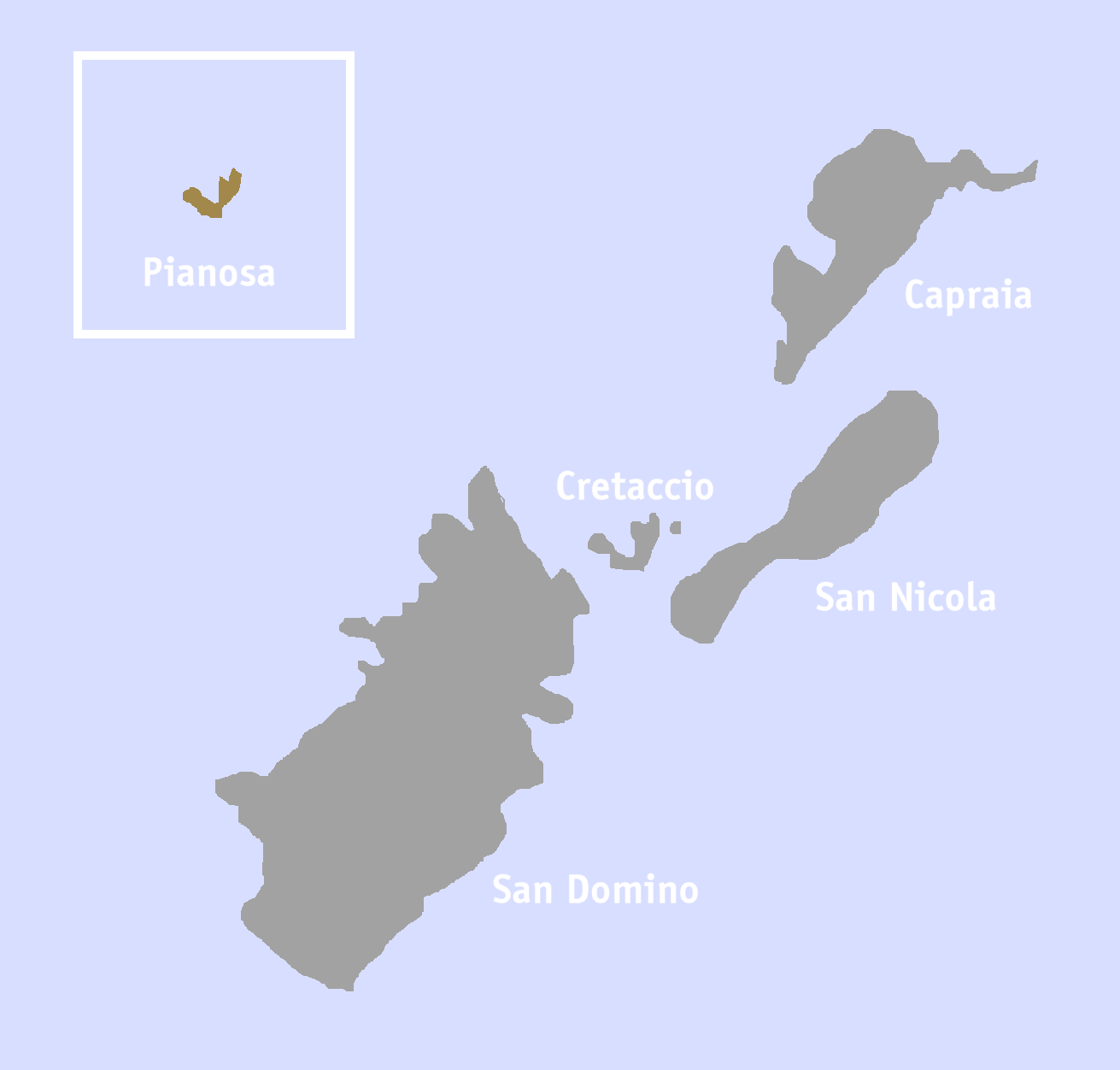
Las islas Tremiti y, en el recuadro superior, Pianosa.

Las Islas Tremiti (o también Islas Diomedee) son un pequeño archipiélago italiano del Mar Adriático, con una superficie total de unos 3 km² y una población de 451 habitantes (tremitesi). Por extensión el nombre se aplica a una comuna que abarca también a la vecina isla deshabitada de Pianosa.

## Geografía
Se trata de un conjunto de cinco pequeñas islas calizas en el mar Adriático, pertenecientes a la provincia de Foggia, en la región de Apulia, distantes unos 25 km al noreste de la península del Gargano. El área que ocupa cada isla es la siguiente:
- San Domino: 208 ha
- Capraia (también llamada Caprara o Capperaia): 45 ha
- San Nicola: 42 ha
- Cretaccio: 2,08 ha (incluyendo al islote llamado La Vecchia).
- Pianosa: 13 ha

La isla de San Domino posee muchas grutas, entre las cuales se destaca la llamada Grotta del Bove Marino, que le hacen comparable a la mucho más afamada isla de Capri, también existe en ella una playa de arena blanca, única playa arenosa de la isla.

## Clima

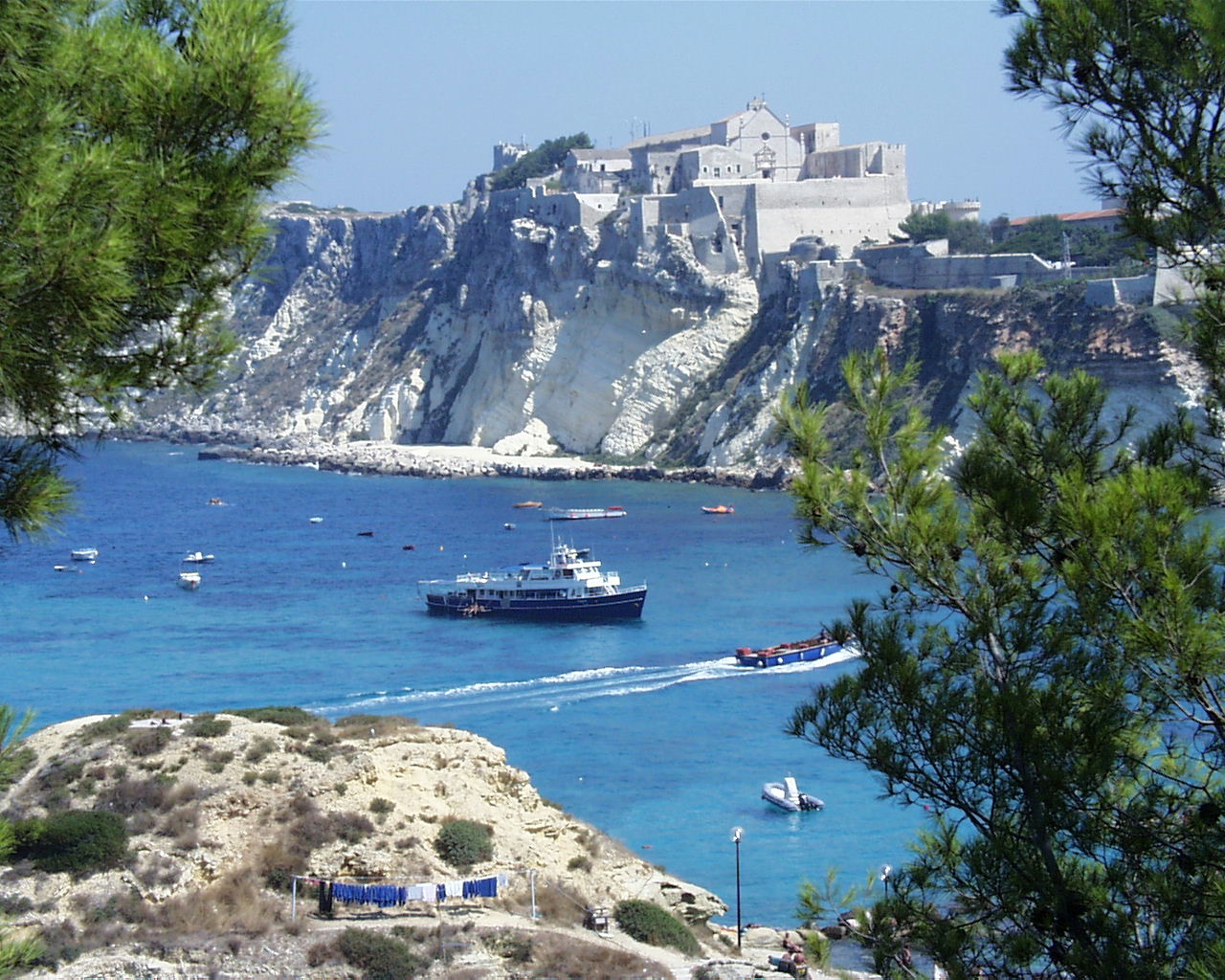
Vista de Isla San Domino.

El clima es típicamente mediterráneo, es decir: con inviernos tibios y veranos muy cálidos aunque no existe una prolongada sequía estival. El régimen de precipitaciones es casi exclusivamente pluvial y bajo: aproximadamente 476 mm al año, concentrado en el período otoñal e invernal. En lo que respecta a los vientos, el régimen anemonológico está dominado por vientos del 2° cuadrante (levante y siroco) que traen fuertes calores y bajas presiones o, especialmente en invierno, vientos del 4° cuadrante (zéfiro, mistral y tramontana).

## Historia
Visitadas en la Antigüedad por ilirios y griegos, la mitología de los segundos suponía que estas islas habían sido originadas por el rey argivo Diomedes al arrojar tres grandes peñascos al mar. En época romana eran llamadas Insulae Diomedeae, es decir, islas de Diomedes. Refiriéndose a ellas Dionisio de Alejandría habla de una sola isla, Estrabón señaló a dos, indicando que solo una estaba habitada, Claudio Ptolomeo habla de cinco islas mencionando a una con el nombre de Teutria (seguramente la isla de Pianosa. La isla mayor (la actual San Domino) era denominada, por Plinio el Viejo, Diomedia o Trimerus, de este segundo nombre surge el de Tremiti. A la isla de Trimerus desterró el emperador Augusto a su nieta Julia en el año 8 d. C., y allí permaneció durante veinte años hasta su muerte. 
En el año 780, Carlomagno, desterró en esta misma isla a Pablo el Diácono, secretario del rey lombardo Desiderio, sin embargo Pablo logró fugarse.
La isla de San Nicola posee un castillo mandado a construir por Carlos de Anjou, y una abadía que tuvo gran desarrollo durante el siglo XI, la de Santa Maria a Mare, la cual llegó a tener propiedades en el continente, llegando a declararse independiente de la abadía de Montecassino.
En el 1237 los monjes benedictinos fueron substituidos por monjes cistercienses procedentes de la abadía de Casanova de Parma tras un edicto del cardenal Rainiero de Viterbo hecho ejecutar por el obispo de Termoli; en el mismo siglo las islas eran llamadas Tremitis. Empero, los ataques de los piratas llevaron a la desaparición de la orden monástica en estas islas durante el año 1334, y a la destrucción de gran parte del monasterio que se transformó en reducto de piratas dálmatas. Luego el archipiélago quedó despoblado hasta que, en 1412, el papa envió una colonia de canónicos lateranenses procedentes de Roma, por lo que el monasterio fue restaurado y fortificado ante la amenaza turca; en efecto, en 1567, resistió durante tres días a un ataque otomano de las fuerzas enviadas por el sultán Solimán el Magnífico.
La decadencia de los monjes se acentuó durante el siglo XVII por lo que, en 1674, los lateranenses propusieron a los celestinos el monasterio para pagar las deudas, pero esta oferta no fue aceptada. En 1782 el rey de las Dos Sicilias abolió la abadía y confiscó los bienes, y, tras 1792, se estableció una colonia penal. Durante las guerras napoleónicas las Tremiti fueron ocupadas por los muratistas, quienes se atrincheraron en la fortaleza de San Nicola resistiendo, en 1809, a un fuerte ataque de la flota inglesa — testimonio de ello son los huecos dejados por los cañonazos ingleses en los muros de la abadía — Joaquín Murat concedió una amnistía a los deportados de las Dos Sicilias que colaboraron con él, siendo de este modo que se produjo la primera colonización moderna de las islas.
En 1843, Fernando II de las Dos Sicilias, intentó repoblar el archipiélago deportando a gente indigente y a delincuentes comunes procedentes de Nápoles, quedando así ampliada la colonia penal de estas islas.
En 1861, como todo el Reino de las Dos Sicilias, las islas pasaron a formar parte del reino de Reino de Italia.
En 1911 fueron confinados en las Tremiti aproximadamente 1 300 libios que se resistían a la ocupación colonial italiana de su país. Un año después, aproximadamente la mitad de los libios prisioneros había sido muerta por el mal trato y las pésimas condiciones de vida a que fueron sometidos. Durante la época de la fascista las islas continuaron como centro de confinamiento político, aunque en 1932 se estableció la comuna autónoma de las Tremiti (Comune delle Isole Tremiti).

## Curiosidad
En las Tremiti, pese a la distancia, se habla el dialecto propio de la ciudad de Nápoles (a su vez parte del sistema diatópico italorromance conocido como idioma napolitano, hablando en otras diversas variedades dialectales pertenecientes al mismo grupo lingüístico también en el resto de la región de Apulia, de la que las Tremiti forman parte) ya que, como se dijo, gran parte de la población, a partir de 1843, fue llevada a la fuerza desde la ciudad de Nápoles y, sobre todo, desde la isla napolitana de Isquia.
Otra curiosidad radica en el nombre: dos islas de este archipiélago, Pianosa y Capraia, tienen sus homónimas en el Mar Tirreno, y estas forman parte del archipiélago Toscano.

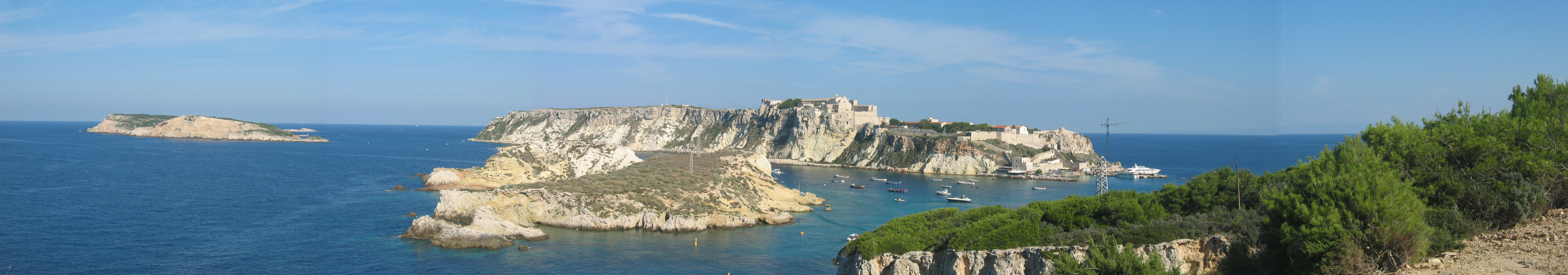
Vista de las Islas Tremiti.

## Evolución demográfica
| Gráfica de evolución demográfica de Islas Tremiti entre 1861 y 2001 |
|                                                                     |
| Fuente ISTAT - elaboración gráfica de Wikipedia                     |